# Structură ergativ-absolutivă

Structură ergativă (Subiectul intranzitiv și Obiectul tranzitiv sunt tratate la fel) afișând un pivot S/O

Structură acuzativă (Subiectul intranzitiv și Agentul tranzitiv sunt tratate la fel) afișând un pivot S/A

În tipologia lingvistică, structura ergativ-absolutivă este un tip de structură de acțiune morfosintactică în care subiectul unui verb intranzitiv se comportă ca obiectul unui verb tranzitiv și diferit de subiectul unui verb tranzitiv. Exemplele includ basca, georgiana, maya, tibetana, sumeriana și anumite limbi indo-europene (cum ar fi paștună și limbile kurde și multe limbi indo-ariene, cum ar fi hindustani). De asemenea, a fost atribuită limbilor semitice aramaice moderne (numite și neo-aramaice). Limbile ergative sunt clasificate în două grupuri: cele care sunt ergative din punct de vedere morfologic, dar se comportă sintactic ca acuzativ (de exemplu, basca, pashto și urdu) și cele care, pe lângă faptul că sunt ergative din punct de vedere morfologic, prezintă ergativitate și în sintaxă. Limbile care aparțin primului grup sunt mai numeroase decât cele care aparțin celui de-al doilea.
Structura ergativ-absolutivă este diferită de cea nominativ-acuzativă, care se observă în limba română și în majoritatea celorlalte limbi indo-europene, unde argumentul unic al unui verb intranzitiv („ea” în propoziția „ea merge”) se comportă din punct de vedere gramatical ca agentul unui verb tranzitiv („ea” în propoziția „ea scrie cărți”), dar diferit de obiectul unui verb tranzitiv („pe ea” în propoziția „el o caută pe ea”). Atunci când structura ergativ-absolutivă este codificată prin caz gramatical, cazul utilizat pentru argumentul unic al unui verb intranzitiv și obiectul unui verb tranzitiv este absolutivul (de obicei nemarcat), iar cazul utilizat pentru agentul unui verb tranzitiv este ergativul. În limbile nominativ-acuzative, cum e și româna, cazul pentru argumentul unic al unui verb intranzitiv și pentru agentul unui verb tranzitiv este nominativul, în timp ce cazul pentru obiectul direct al unui verb tranzitiv este acuzativul.
Multe limbi folosesc structura ergativ-absolutivă doar în anumite părți ale gramaticii lor (de exemplu, în marcarea cazului substantivelor), dar nominativ-acuzativă în alte părți (de exemplu, în marcarea cazului pronumelor sau în acordul de persoană). Aceasta este cunoscută sub numele de ergativitate divizată.

## Diferența dintre limbile ergative și cele acuzative
Un verb tranzitiv nu este altceva decât un verb al cărui rezultat se răsfrânge asupra unui obiect, sau cu alte cuvinte, obiectul tranzacționează dintr-o stare în alta, de unde și termenul de „tranzitiv” (vezi tranzitivitate).
Ea pictează tabloul.
În această paradigmă, numim obiect, cel care suportă rezultatul acțiunii („tabloul” în propoziția de mai sus), și agent, cel care inițiază acțiunea („ea”).
Un verb intranzitiv nu are un obiect, deci numim „argument unic” (sau subiect) al unui verb intranzitiv, cel care inițiază acțiunea. De exemplu, în propoziția următoare:
El merge.
Verbul „merge” este intranzitiv, pentru că nu acceptă un obiect căruia să îi schimbe starea, există doar subiectul care face acțiunea. În limbile nominativ-acuzativ, noi aici folosim cazul nominativ pentru „el”, pentru că este agentul acțiunii. Dar limbile ergativ-absolutive consideră că dacă verbul este intranzitiv, atunci este starea argumentului unic („el”) care este afectată ca urmare a executării acțiunii, deci argumentul unic se comportă ca un obiect.
O limbă ergativă menține o echivalență sintactică sau morfologică (prin aceeași ordine de cuvinte sau respectiv prin cazurile gramaticale) pentru obiectul unui verb tranzitiv și agentul unui verb intranzitiv. Așadar, agentul unui verb tranzitiv este tratat diferit. Această schimbare în comportament se numește pivot sintactic S/O, în contrast cu structura nominativ-acuzativă, în care este obiectul unui verb tranzitiv care este tratat diferit. Acesta este un pivot S/A.
Cuvântul subiect, așa cum este definit în mod obișnuit în gramaticile limbilor nominativ-acuzative, are o aplicație diferită atunci când se referă la limbile ergativ-absolutive sau atunci când se discută despre alinierea morfosintactică în general.
Diferența constă deci în faptul că limbile nominativ-acuzative consideră că un verb intranzitiv nu schimbă starea argumentului unic, deci e un agent, în timp ce limbile ergativ-absolutive interpretează lipsa unui obiect ca indicând că argumentul unic însuși își schimbă starea.
Relație poate fi ilustrată în felul următor:
- A = agentul unui verb tranzitiv
- O = obiectul unui verb tranzitiv
- S = argumentul unic (zis și subiect) al unui verb intranzitiv

|   | Ergativ–absolutiv | Nominativ–acuzativ |
| - | ----------------- | ------------------ |
| A | ERG               | NOM                |
| O | ABS               | ACC                |
| S | ABS               | NOM                |

Limbile ergative tind să fie fie verb-final, fie verb-inițial; există puține limbi ergative SVO.